# یونجه سربریده
یونجه سربریده (نام علمی: Medicago truncatula) نام یک گونه از سرده یونجه است.